# Management culturale
Il management culturale è il complesso delle funzioni amministrative, direttive e gestionali di imprese e organizzazioni, pubbliche o private, nel settore della cultura e delle industrie creative.

## Definizione
Il management culturale è l'applicazione di conoscenze, strumenti e tecniche all’insieme delle attività di gestione e controllo di organizzazioni e imprese culturali, quali fondazioni, associazioni, aziende e società.

## Il manager culturale
Il manager culturale è la figura professionale in grado di gestire processi organizzativi, aspetti economici, finanziari e giuridici, agendo all'interno di una dimensione artistica, creativa e intellettuale.

## Ambiti e organizzazioni
Il manager culturale può essere attivo nei settori delle arti performative, della musica, del teatro, del cinema, dei beni culturali e operare all'interno di teatri, sale da concerto, centri culturali, musei, siti e parchi archeologici, circoli culturali.
Può curare inoltre la gestione e l’organizzazione di festival, rassegne, eventi e iniziative a carattere artistico-culturale.
Il manager culturale può essere operativo anche all’interno di amministrazioni locali e istituzioni nazionali, quali ad esempio commissioni, assessorati e ministeri, così come di organizzazioni internazionali, quali la Commissione Europea e l’UNESCO.
Per alcuni ambiti professionali specifici, si può utilizzare una definizione più circoscritta come, ad esempio, management dei beni culturali e management musicale.